# Schauspielhaus di Zurigo
Lo Schauspielhaus di Zurigo è ritenuto uno dei più importanti teatri germanofoni.
Il grande edificio contiene 750 posti. Nel piano interrato si trova lo studio Bühne 5. Oltre allo Schauspielhaus in piazza Pfauen, il teatro gestisce anche due altri palcoscenici (Halle 1 e Halle 2) dello Schauspielhaus Schiffbau a Zurigo, come anche il Junge Schauspielhaus in Halle 3.

## Storia
Nell'edificio in piazza Pfauen fu fondato nel 1892 un teatro popolare con una birreria bavarese all'aperto e una pista da birilli, usato dapprima come teatro di varietà. Nel 1901 lo stabile fu preso in affitto dal direttore dell'opera e inaugurato come Schauspielhaus con il dramma Die Mitschuldigen di Goethe. Dal 1903 fino al 1926 il teatro fu gestito privatamente dalla Genossenschaft (società cooperativa) zum Pfauen.
Nel 1926 il grossista vinicolo e direttore dello Schauspielhaus Ferdinand Rieser acquistò l'edificio e lo fece ristrutturare. Nel 1938 la Neue Schauspiel AG, appositamente fondata dalla città e alla quale fu dato in appalto l'edificio di Ferdinand Rieser, si incaricò del funzionamento teatrale: in questo modo l'ex-sindaco Emil Klöti e l'editore Emil Oprecht riuscirono a stabilizzarne la precaria situazione finanziaria. Quando nel 1952 scadde il contratto d'affitto con la vedova di Ferdinand Rieser, i cittadini zurighesi negarono il consenso per l'acquisto dell'edificio - ad un prezzo di tre milioni di franchi - da parte della città di Zurigo. Fortunatamente l'Unione di Banche Svizzere fu disposta a subentrare come acquirente e a stipulare un nuovo contratto di gestione con la Neue Schauspiel AG.
Gli sforzi volti a instaurare un teatro di qualità a Zurigo furono, in un primo tempo, coronati da poco successo; fino al 1933 lo Schauspielhaus non ottenne pressoché considerazione a livello internazionale.
A partire dal 1933 molti attori e registi tedeschi emigrarono a Zurigo e furono accolti nella compagnia dello Schauspielhaus. Therese Giehse, Albert Bassermann, Maria Becker, Ernst Gisberg, Kurt Horwitz, Leopold Lindberg, Grete Heger, Teo Otto e molti altri fecero teatro sul palcoscenico del Pfauen, taluni per molti anni.
Grazie a questi attori lo Schauspielhaus raggiunse durante la seconda guerra mondiale l'apice del suo successo come teatro di emigranti. All'epoca in cartellone c'erano molte opere antifasciste, fra l'altro, parecchi drammi di Bertolt Brecht e di autori svizzeri. In quel periodo lo Schauspielhaus di Zurigo fu l'unico palcoscenico libero in area germanofona, dato che in Germania e Austria si potevano mettere in scena solo opere gradite al regime.
Sotto la direzione di Oskar Wälterlin molte opere di Bertolt Brecht ebbero la loro prima rappresentazione a Zurigo. Anche la maggior parte delle opere di Max Frisch e di Friedrich Dürrenmatt furono rappresentate per la prima volta al Pfauen.
Nelle stagioni 2002 e 2003 lo Schauspielhaus toccò un nuovo apogeo artistico sotto il direttore e regista Christoph Marthaler e fu nominato due volte di seguito Teatro dell'anno dai critici della rivista Theater heute. Sotto Christoph Marthaler il teatro subì anche un calo eccezionale degli abbonati, che provocò oltre a interminabili litigi anche la partenza anticipata della sua compagnia teatrale.

## Direttori
- 1929–1938 Ferdinand Rieser
- 1938–1961 Oskar Wälterlin
- 1961–1964 Kurt Hirschfeld
- 1965–1968 Leopold Lindtberg
- 1968–1969 Teo Otto, Erwin Parker, Otto Weissert
- 1969–1970 Peter Löffler
- 1970–1977 Harry Buckwitz
- 1978–1982 Gerhard Klingenberg
- 1982–1989 Gerd Heinz
- 1989–1992 Achim Benning
- 1992–1999 Gerd Leo Kuck
- 1999–2000 Reinhard Palm
- 2000–2004 Christoph Marthaler
- 2004–2005 Andreas Spillmann
- 2005–2009 Matthias Hartmann
- A partire dal 2009 Barbara Frey

## Prime rappresentazioni
- Frank Wedekind: L'elisir d'amore (28 settembre 1900)
- Frank Wedekind: Il castello Wetterstein (15 novembre 1917)
- Hermann Broch: „…perché non sono sanno ciò che fanno“ (15 marzo 1934)
- Bertolt Brecht: Madre Coraggio e i suoi figli (10 aprile 1941)
- Bertolt Brecht: L'anima buona di Sezuan (4 febbraio 1943)
- Bertolt Brecht: Vita di Galileo (Prima edizione, 9 settembre 1943)
- Max Frisch: Santa Cruz (7 marzo 1946)
- Max Frisch: E adesso cantano di nuovo (29 marzo 1945)
- Max Frisch: La muraglia cinese (10 ottobre 1946)
- Carl Zuckmayer: Il generale del diavolo (12 dicembre 1946)
- Bertolt Brecht: Il signor Puntila e il suo servo Matti (5 giugno 1948)
- Max Frisch: Quando la guerra finì (8 gennaio 1949)
- Max Frisch: Il conte Öderland (10 febbraio 1951)
- Max Frisch: Don Giovanni o l'amore per la geometria (5 maggio 1953, anche al Schiller-Theater Berlin)
- Friedrich Dürrenmatt: La visita della vecchia signora (29 gennaio 1956)
- Georges Schehadé: Histoire de Vasco (15 ottobre 1956 dalla Compagnia Madeleine Renaud/Jean-Louis Barrault)
- Max Frisch: Biedermann e gli incendiari (29 marzo 1958)
- Max Frisch: La grande ira di Philipp Hotz (29 marzo 1958)
- Friedrich Dürrenmatt: Francesco Quinto (19 marzo 1959)
- Max Frisch: Andorra (2 novembre 1961)
- Friedrich Dürrenmatt: Ercole e la stalla di Augias (20 marzo 1963)
- Friedrich Dürrenmatt: La meteora (20 gennaio 1966)
- Friedrich Dürrenmatt: Gli anabattisti (16 marzo 1967)
- Max Frisch: Biografie (10 febbraio 1968)
- Bertolt Brecht: Turandot o il congresso dei lavandai (5 febbraio 1969)
- Friedrich Dürrenmatt: Il partecipante (8 marzo 1973)
- Thomas Hürlimann: Nonno e fratellastro (15 ottobre 1981)
- Friedrich Dürrenmatt: Achterloo (6 ottobre 1983)
- Thomas Brasch: Mercedes (4 novembre 1983)
- Václav Havel: Asanace (26 settembre 1989)
- Max Frisch: Jonas e il suo veterano (19 ottobre 1989)
- Gerhart Hauptmann: Christiane Lawrenz (1990)
- Thomas Hürlimann: L'inviato (14 maggio 1991)
- Botho Strauß: Il bacio del deminticato (28 novembre 1998)
- Thomas Hürlimann: Sincrono (30 aprile 2002)
- Botho Strauß: Dopo l'amore inizia la loro storia (16 settembre 2005)
- Igor Bauersima: Lucie de Beaune (2005)
- Rimini Protokoll: Blaiberg & sweetheart19 (2006)
- Yasmina Reza: Il dio della carneficina (2 dicembre 2006)

## Premi
Nel 2002, 2004 e 2007 le messinscene di La bella mugnaia, Le particelle elementari e Il Dio della carneficina furono premiate con il Premio teatrale Nestroy come migliori rappresentazioni in lingua tedesca. Inoltre lo Schauspielhaus fu nominato per il Premio Nestroy nel 2001.